# Aanhangend water
Met aanhangend water (AW), ook wel aanhangend vocht, wordt bedoeld het water dat nog op groente of fruit aanwezig is nadat het is gewassen. Na het wassen blijft bij bladgroente wel 20% tot 40% (0,2 AW tot 0,4 AW) van het productgewicht aan water achter.
Omdat gevoelige bladgroente langer houdbaar is als het minder aanhangend water bevat wordt in de voedselindustrie verse gesneden groente na het wassen door middel van verdamping gedroogd voor het verpakt wordt. Dit werkt het best bij spinazie, babyleaf, andijvie en sla. In het huishouden kan voor het verminderen van de hoeveelheid aanhangend water de slacentrifuge worden gebruikt.
In recepten treft men soms de opdracht groente met aanhangend water te koken. Bedoeld wordt dan dat het product (bijvoorbeeld andijvie of spinazie) voldoende vocht bevat om na het wassen zonder extra water de pan in te gaan.